# Прихабы (Куньинский район)
Прихабы — деревня в Куньинском районе Псковской области России. Входит в состав Пухновской волости.

## География
Расположена в 50 км к юго-западу от райцентра, пгт Кунья, и в 11 км к юго-востоку от волостного центра, деревни Пухново.

## Население
| 2001 | 2002 | 2010 |
| ---- | ---- | ---- |
| 268  | ↘230 | ↘168 |

Численность населения деревни по оценке на начало 2001 года составляла 268 жителей.

## История
С 1945 до 1948 года деревня Прихабы была административным центром Прихабского района.
С 1970 до 1995 года деревня входила в состав Западно-Двинского сельсовета в качестве его административного центра, с января 1995 до декабря 2005 года деревня — в состав Западно-Двинской волости в качестве её административного центра.